# Ašina Juančing
Ašina Juančing (kitajsko 阿史那元慶) je bil v letih 685 do 692 marionetni gokturški kagan, ki ga je na ta položaj imenovala cesarica Vu Dzetjan, * ni znano, † 692, Čangan. 

## Življenje
Bil je sin kagana Ašina Mišeja. Vu Dzetjan ga je imenovala za  poveljnika Generalnega protektorata Kunling in šingšivang kagana plemen njegovega očeta. Njegovo domeno je kmalu zatem napadlo Tibetansko cesarstvo. Tibetanci so ga ujeli in od leta 686 do 689 držali za talca. Ko je bil izpuščen, je odšel v Tang, kjer ga je načelnik tajne policije lažno obtožil izdaje in leta 692 v Čanganu usmrtil s prerezanjem na pol čez trebuh.

## Družina
Ašina Juančing je imel dva sinova: 
- Ašina Tuizija, ki se je v zavezništvu s Tibetanskim cesarstvom uprl in nato podredil Drugemu turškemu kaganatu in
- Ašina Šjana, šingšivang kagana v letih  708-717.